# رابرت بروم

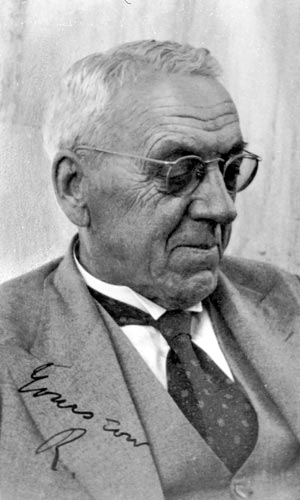

پروفسور رابرت بروم (به انگلیسی: Robert Broom) (زاده ۳۰ نوامبر ۱۸۶۶ - درگذشته ۶ آوریل ۱۹۵۱) یک پزشک و دیرین‌شناس اهل اسکاتلند و آفریقای جنوبی بود.
او مدرک پزشکی را در ۱۸۹۵ و دکترای علمی خود را به سال ۱۹۰۵ در دانشگاه گلاسگو دریافت نمود. در سال ۱۸۹۳ با مری برد بیلی ازدواج کرد.
از ۱۹۰۳ تا ۱۹۱۰ او پروفسور جانورشناسی و زمین‌شناسی در دانشگاه استلنبوش آفریقای جنوبی بود، و پس از آن مسئولیت بخش دیرین‌شناسی مهره‌داران موزه آفریقای جنوبی در کیپ تاون را بر عهده گرفت.